# Пенингтон Гап (Вирџинија)
Пенингтон Гап (енгл. Pennington Gap) град је у америчкој савезној држави Вирџинија. По попису становништва из 2010. у њему је живело 1.781 становника.

## Демографија
Према попису становништва из 2010. у граду је живело 1.781 становника, што је 0 (0,0%) становника више него 2000. године.
| Група             | 2000.         | 2010.         |
| Белци             | 1.689 (94,8%) | 1.686 (94,7%) |
| Афроамериканци    | 61 (3,4%)     | 42 (2,4%)     |
| Азијати           | 5 (0,3%)      | 1 (0,1%)      |
| Хиспаноамериканци | 12 (0,7%)     | 28 (1,6%)     |
| Укупно            | 1.781         | 1.781         |